# Klövbergets naturreservat (del i Gävleborgs län)
Klövbergets naturreservat är ett länsöverskridande naturreservat med denna del i Nordanstigs kommun i Gävleborgs län. Reservatet omfattar även en del i Västernorrlands län, Klövbergets naturreservat (del i Västernorrlands län).
Området är naturskyddat sedan 1993 och är 69 hektar stort. Reservatet består av granskog. 